# Flugplatz Bad Lippspringe

i7
i11
i13
Der Flugplatz Bad Lippspringe ist ein Militärflugplatz auf dem Gebiet der ostwestfälischen Stadt Bad Lippspringe in Nordrhein-Westfalen. Er befindet sich auf dem Gelände des Truppenübungsplatzes Senne. Der Flugplatz wurde von seiner Einrichtung in den späten 1930er Jahren bis zum Ende des Zweiten Weltkriegs als Flugplatz der Luftwaffe der Wehrmacht genutzt. Seit 1964 diente er der Rhine Army Parachute Association auch für den privaten Fallschirmsprungbetrieb. Im Jahr 2022 wurde der Flugplatz reaktiviert und wird seitdem von der British Army Germany genutzt.

## Geschichte
Der Bau des Militärflugplatzes begann in den späten 1930er Jahren. Er war seit August 1939 mit aktiven fliegenden Einheiten belegt. Die folgende Tabelle zeigt eine Auflistung ausgesuchter fliegender aktiver Einheiten (ohne Schul- und Ergänzungsverbände) der Luftwaffe, die hier zwischen 1939 und 1945 stationiert waren.
| Von            | Bis            | Einheit                                          | Ausrüstung                                |
| -------------- | -------------- | ------------------------------------------------ | ----------------------------------------- |
| September 1939 | November 1939  | I./KG 54 (I. Gruppe des Kampfgeschwaders 54)     | Heinkel He 111P                           |
| August 1943    | September 1943 | I./ZG 1 (I. Gruppe des Kampfgeschwaders 1)       | Messerschmitt Bf 110                      |
| Oktober 1943   | Dezember 1943  | I./ZG 26                                         | Messerschmitt Bf 110                      |
| April 1944     | Juni 1944      | Stab/JG 1 (Stab des Jagdgeschwaders 1)           | Messerschmitt Bf 109G, Focke-Wulf Fw 190A |
| Juni 1944      | August 1944    | III./JG 53                                       | Messerschmitt Bf 109G                     |
| Juli 1944      | September 1944 | Stab/JG 4                                        | Focke-Wulf Fw 190A                        |
| September 1944 | Oktober 1944   | III./JG 4                                        | Messerschmitt Bf 109G/K                   |
| November 1944  | Dezember 1944  | I./SG 4                                          | Focke-Wulf Fw 190F/G                      |
| Dezember 1944  | Dezember 1944  | II./TG 3                                         | Junkers Ju 52                             |
| Januar 1945    | März 1945      | 6./NJG 4 (6. Staffel des Nachtjagdgeschwaders 4) | Messerschmitt Bf 110, Junkers Ju 88G      |
| März 1945      | März 1945      | III./NJG 11                                      | Messerschmitt Bf 109G, Focke-Wulf Fw 190A |
| März 1945      | März 1945      | II./JG 27                                        | Messerschmitt Bf 109G                     |

Bis 1955 war er auch der Heimatplatz der Luftsportgemeinschaft Paderborn, die dann zum damals noch existierenden Flugplatz Paderborn-Mönkeloh umzog.
Am Samstag, dem 22. Juni 1996 leitete Papst Johannes Paul II. hier vor 80.000 Gläubigen eine Eucharistiefeier.

## Nutzung
Zwischen 1952 und 2002 fand hier auf dem Flugplatz in der Regel jährlich über Pfingsten die Rhine Army Summer Show (RASS) statt. Entstanden aus einer Pferdeschau entwickelte sich daraus ein großes deutsch-britisches Sommerfest mit militärischen Vorführungen der British Army und der Royal Air Force, insbesondere deren Red Arrows, einer deutschen Kirmes, einer Handelsausstellung mit deutschen und britischen Ausstellern, sowohl kommerzieller als auch gemeinnütziger Natur, und Open-Air-Konzerten. Hier ein Beitrag aus dem Jahr 1986.
Bis Mitte 2015 wurde der Platz von der Rhine Army Parachute Association als Fallschirmsprungplatz genutzt, die auch für Privatpersonen Gelegenheit zum Springen anbot. Der Flugplatz wurde nach einem Fallschirmunfall 2015, bei dem ein britischer Soldat starb, geschlossen.
Wie 2022 bekannt wurde, haben die Briten den Flugplatz wieder in Betrieb genommen. Es ist geplant hier Hubschrauberlandungen und Fallschirmsprünge durchzuführen. Inzwischen ist der Flugplatz vollständig mit einem etwa 2,5 Meter hohen Metallzaun umzäunt worden.